# Prévinquières
Prévinquières é uma comuna francesa na região administrativa de Occitânia, no departamento de Aveyron. Estende-se por uma área de 20,86 km². Em 2010 a comuna tinha 310 habitantes (densidade: 14,9 hab./km²).